# 4000系列

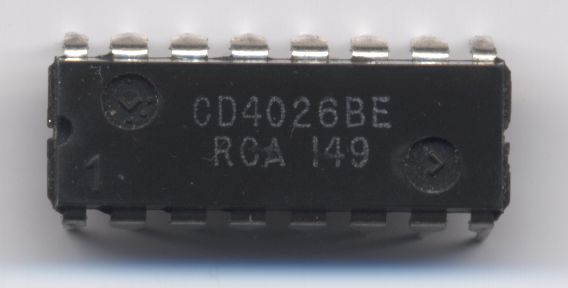
RCA製造的DIP封裝CD4026

4000系列是一种互補式金屬氧化物半導體（Complementary Metal-Oxide-Semiconductor，CMOS）制成的集成电路。由美國無線電公司（Radio Corporation of America，RCA）於1968年研製。及至1975年慢慢轉為4000B、附緩衝系列。其電源操作電壓比同期的所有邏輯系寬廣（“B”系由3V至18V），幾乎所有集成電路生產商也有生產這個系列的產品。其運作速度比當時的7400系列低，但功率消耗低得很多，在待用狀態下少得近乎可以忽略。
有別於當時的7400系，4000系列不單有数字电路功能，例如模擬開關、锁相环，這些可算是混合訊號積體電路。

## 設計
4000系列賞採用互補式金屬氧化物半導體，相比於電晶體－電晶體邏輯（Transistor–transistor logic，TTL）有以下特點：
- 功率消耗極低
- 寬廣的電源操作電壓
- 運作速度較低

由於功極低，因此散要求也低，這讓其集成度（所能容納的元件數目）可以很高，相同體積的單塊片上能容納的線更複雜、擁有更多的功能。4000系列的扇出（Fan-out）較同其的TTL邏輯高，但這不是因為其輸出電流較大，而是其所需輸入訊號電流很細。由於輸出端採用推挽输出方式，俱有上下對稱的驅動強度，使其運用上更為靈活。
4000B系列加上緩衝器後能有更大的的輸出電流，推動更大的負載。但略較為容易產生振鈴（Ringing），這點可以加上阻尼器或電氣終端解決。由於輸出端是以金屬氧化物半導體場效電晶體（MOSFET）推動，輸出端可以並接而不會帶來副作用，因此只要並接輸出端就可以增加輸出電流，這是7400系列所不及的。